# Hélène Rouch
Pour les articles homonymes, voir Rouch.
Hélène Rouch (Toulouse, 27 février 1937 - Paris 13e, 8 février 2009) est une universitaire et une féministe française.

## Biographie
Elle est née dans l'entre-deux-guerres, en 1937 à Toulouse. 
Devenue professeur agrégée de biologie, elle choisit de commencer son parcours professionnel en partant enseigner en Algérie, en 1963, peu après la fin de la guerre d'Algérie dans un pays désormais indépendant. Elle y est professeur de sciences naturelles  au lycée Victor Hugo d'Alger. Elle revient en France cinq ans plus tard, à l'automne 1968,,,. Elle a perdu son père quelques mois auparavant.
Elle s'engage au PSU. Elle rejoint aussi le Mouvement de libération des femmes (MLF), à l'occasion d'un rassemblement féministe à Issy-les-Moulineaux, et plus particulièrement le collectif Psychanalyse et Politique,. Elle participe également à la rédaction du journal Le torchon brûle. En 1974, elle quitte toutefois ce collectif Psychanalyse et Politique. 
Elle a repris l'enseignement , notamment au lycée Colbert à Paris, puis à l'université Paris-Diderot. 
Elle participe à la création de différents lieux d'échanges, tel le séminaire Limites-Frontières qui se tient à Paris de 1980 à 1988. Elle s'intéresse aux problématiques du genre et de l'« histoire intellectuelle du politique », ainsi qu'au sexisme dans les sciences et le savoir. Elle s'interroge également sur les rôles des utopies et des pouvoirs au XIXe siècle dans l'histoire du féminisme,. 
Elle s'attache à donner de la visibilité à la pensée féministe. Dans ce but, elle devient de fait éditrice. Elle fonde ainsi la collection Recherches chez Côté-femmes, puis la collection Bibliothèque du féminisme aux Éditions L'Harmattan.
Elle meurt le 8 février 2009 à Paris.

## Publications
- Préface à Philippe Hecquet, De l'indécence aux hommes d'accoucher les femmes suivi de De l'obligation aux mères de nourrir leurs enfants, [1707], Paris, Côté-femmes éd., 1990
- Sexe et genre : de la hiérarchie entre les sexes, éd. par Marie-Claude Hurtig, Michèle Kail et Hélène Rouch, Centre national de la recherche scientifique, Paris, Éd. du Centre national de la recherche scientifique, 1991; rééd. 2002
- avec Ilana Löwy, La Distinction entre sexe et genre : une histoire entre biologie et culture, n° 34 des Cahiers du genre, L'Harmattan, 2003.
- Le Corps, entre sexe et genre, sous la direction d'Hélène Rouch, Elsa Dorlin, Dominique Fougeyrollas-Schwebel, L'Harmattan, 2005.
- Les Corps, ces objets encombrants. Contribution à la critique féministe des sciences, Editions iXe, 2011.